# 朝阳乡 (大竹县)
朝阳乡，是中华人民共和国四川省达州市大竹县下辖的一个乡镇级行政单位。

## 行政区划
朝阳乡下辖以下地区：
街道社区、仁寿村、松水村、仙桥村、玉林村、竹园村和木鱼村。